# Tobias Welzel
Tobias Welzel, né le 3 février 1990, à Göttingen, en Allemagne, est un joueur allemand de basket-ball. Il évolue au poste de meneur.

## Palmarès
- EuroChallenge 2010